# Räven (roman)
Räven (originaltitel: Echo Park) är en kriminalroman från 2006 skriven av Michael Connelly. Det är den tolfte boken om Harry Bosch. För översättningen till svenska, utgiven 2008, står Eva Larsson.

## Handling
Ett av Harry Bosch olösta fall började 1993, då den unga Marie Gesto oförklarligt försvann under en shoppingrunda. Enheten för försvunna personer flyttade ärendet till mordroteln efter att kammat noll och man befarade det värsta. Men även Harry gick bet, han kunde inte finna den 22-åriga kvinnan. Varken levande eller död.
13 år senare får Bosch ett samtal från distriktsåklagaren. En man vid namn Reynard Waits är beredd att träda fram och erkänna flera mord och därigenom slippa ett dödsstraff. På Reynards "dödslista" finns ett välbekant namn, Marie Gesto. För att kontrollera om Raynard talar sanning åtar sig Harry Bosch att undersöka fallet. 
I och med det beslutet återupptas den 13-åriga jakten. Harrys ansträngningar med den osannolikt listige Reynard leder allt närmare till sanningen. En sanning som skakar om Boschs uppfattning om sin egen identitet som polis. Han hade missat flera vitala ledtrådar, så att en mördare har kunnat verka helt fritt i över ett decennium.